# Едапин, Максим Олегович
Макси́м Оле́гович Еда́пин (род. 3 апреля 2000, Барнаул, Россия) — российский футболист, вратарь клуба «Тюмень».

## Карьера

### Клубная
Воспитанник барнаульских СДЮШОР «Полимер» (до мая 2012 года) и «Алтай» (июнь—сентябрь 2012 года). С октября 2012 года — в ДЮСШ ЦСКА. Осенью 2017 года дебютировал в Юношеской лиге УЕФА двумя матчами против сверстников из «Базеля» (2:3 и 2:4), осенью 2018 года сыграл против чешской «Виктории» (1:1) и мадридского «Реала» (1:2). Зимой 2019 года арендован «Енисеем», в составе которого провёл единственный матч в Премьер-лиге 26 мая против санкт-петербургского «Зенита» (1:4), заменив на 76-й минуте Давида Юрченко. В феврале 2020 года пополнил ряды «Тюмени». Летом 2021 года перешёл в ивановский «Текстильщик», в составе которого дебютировал 4 августа в матче 1/64 финала Кубка России против липецкого «Металлурга» (0:1). Через полгода вернулся в «Тюмень». В 2023 году защищал цвета «Челябинска». В 2024 году подписал контракт с клубом «Астрахань». В 2025 году пополнил ряды барнаульского «Динамо».

### В сборной
В составе юношеской сборной России до 17 лет 2 сентября 2016 года провёл единственный матч против сверстников из Хорватии (0:2).

## Достижения
- Победитель 4-й группы Второй лиги: 2022/23
- Серебряный призёр зоны 4-й группы Второй лиги: 2020/21
- Бронзовый призёр зоны 4-й группы Второй лиги: 2021/22